# Untermosbach
Untermosbach ist ein Gemeindeteil der Gemeinde Wieseth im Landkreis Ansbach (Mittelfranken, Bayern). Untermosbach liegt in der Gemarkung Wieseth.

## Geografie
Das Dorf liegt am Fetschendorfer Graben (im Unterlauf Pflatterbach genannt), einem rechten Zufluss der Wieseth, und am Weihergraben, der im Ort als rechter Zufluss in den Fetschendorfer Graben mündet. Im Osten erhebt sich der Gutenberg (461 m ü. NHN), im Westen liegt das Flurgebiet Grundwasen, 0,5 km südlich grenzt der Burker Wald an. Eine Gemeindeverbindungsstraße führt nach Höfstetten (0,6 km nördlich) bzw. nach Obermosbach (1,4 km südwestlich). Eine weitere Gemeindeverbindungsstraße führt an der Pflattermühle vorbei nach Wieseth zur Staatsstraße 2222 (1,3 km nordöstlich).

## Geschichte
Konrad von Kemmaten schenkte dem Kloster Heilsbronn seinen Hof in „Musbach“. 1420 verkauften zwei Eheleute des Ortes ihr Gütlein an das Kloster. 1437 kaufte der 22. Abt Kötzler von Christian Frank zu Dinkelsbühl einen Hof und einen Weiher oberhalb der Sankt Bernhardskapelle. Derselbe Abt kaufte 1445 weitere Güter in „Mosbach“.
Untermosbach lag im Fraischbezirk des ansbachischen Oberamtes Feuchtwangen. 1732 bestand der Ort aus 17 Anwesen mit 18 Mannschaften. Außerdem gab es noch eine Kapelle und ein Gemeindehirtenhaus. Grundherren waren das Fürstentum Ansbach (Verwalteramt Forndorf: 1 Halbhof mit doppelter Mannschaft, 4 Gütlein; Verwalteramt Waizendorf: 2 Höfe, 6 Halbhöfe, 3 Gütlein) und das eichstättische Kastenamt Herrieden (1 Gütlein). An diesen Verhältnissen änderte sich bis zum Ende des Alten Reiches nichts. Von 1797 bis 1808 unterstand der Ort dem Justiz- und Kammeramt Feuchtwangen.
Mit dem Gemeindeedikt (frühes 19. Jahrhundert) wurde Untermosbach dem Steuerdistrikt und der Ruralgemeinde Wieseth zugewiesen.

### Baudenkmal
- Evangelisch-lutherische Kapelle St. Bernhard, kleiner verputzter Saalbau mit tief heruntergezogenem Steildach und Dachreiter, im Kern 14. Jahrhundert, später verändert.[9]

### Einwohnerentwicklung
| Jahr      | 001818 | 001840 | 001861 | 001871 | 001885 | 001900 | 001925 | 001950 | 001961 | 001970 | 001987 | 002006 |
| Einwohner | 107    | 104    | 129    | 126    | 120    | 129    | 161    | 145    | 124    | 121    | 125    | 129    |
| Häuser    | 18     | 21     |        |        | 27     | 29     | 31     | 25     | 30     |        | 35     |        |
| Quelle    | [ 11 ] | [ 12 ] | [ 13 ] | [ 14 ] | [ 15 ] | [ 16 ] | [ 17 ] | [ 18 ] | [ 19 ] | [ 20 ] | [ 21 ] | [ 1 ]  |

## Religion
Der Ort ist seit der Reformation evangelisch-lutherisch geprägt und bis heute nach St. Wenzeslaus (Wieseth) gepfarrt. Die Einwohner römisch-katholischer Konfession waren ursprünglich nach St. Laurentius (Großenried) gepfarrt, heute ist die Pfarrei Herz Jesu (Bechhofen) zuständig.